# Mustafa İlker Coşkun
Mustafa İlker Coşkun (* 25. April 1979 in Ankara) ist ein türkischer Fußballschiedsrichter.

## Karriere
Im Alter von 18 Jahren, im Jahr 1997, legte Coşkun die Schiedsrichterprüfung in seiner Geburtsstadt Ankara ab.
Sein Debüt in der höchsten türkischen Fußballliga, der Süper Lig, gab er am 13. August 2006. Coşkun leitete die Begegnung Çaykur Rizespor gegen Sivasspor.